# Hydrovatus perrinae
Hydrovatus perrinae är en skalbaggsart som beskrevs av Bilardo och Pederzani 1978. Hydrovatus perrinae ingår i släktet Hydrovatus och familjen dykare. Inga underarter finns listade i Catalogue of Life.